# Интерполяционные ряды
Интерполяцио́нные ряды́ вошли в математику в основном благодаря Ньютону. Первые их примеры — бесконечный интерполяционный ряд Ньютона и ряд Тейлора. В XVIII в. бесконечными интерполяционными рядами как инструментом математического анализа широко пользовались Эйлер, Лагранж и Лаплас, в XIX в. — Гаусс, Абель и Коши. В конце XIX в. обобщение задач интерполирования послужило одним из источников проблемы моментов в работах Чебышёва, Стилтьеса и Маркова.
Построение интерполяционного ряда, или интерполяционный процесс, определяется последовательностью линейных непрерывных функционалов {\displaystyle {\Phi _{i}}~(i=0,1,2,\ldots )} в линейном топологическом пространстве. При этом имеется также такая последовательность функций {\displaystyle \textstyle {\varphi _{j}}~(j=0,1,2,\ldots )}, что
{\displaystyle \Phi _{i}[\varphi _{j}]=\delta _{ij},}
где {\displaystyle \textstyle \delta _{ij}} — символ Кронекера ({\displaystyle \textstyle \delta _{ij}=1}, если {\displaystyle \textstyle i=j}; иначе {\displaystyle \textstyle \delta _{ij}=0}). Последовательность {\displaystyle \textstyle {\varphi _{j}(x)}} называется базисом фундаментальных полиномов интерполяционного процесса. Интерполяционным рядом функции {\displaystyle \textstyle f(x)} называется формальное выражение
{\displaystyle \sum _{i=k}^{\infty }\Phi _{k}[f]\varphi _{k}(x).}
Если этот ряд сходится, то его сумма {\displaystyle \textstyle S(x)} удовлетворяет равенствам
{\displaystyle \textstyle \Phi _{k}[S(x)]=\Phi _{k}[f(x)]}
при {\displaystyle k=0,1,2,\ldots } независимо от того, равна сумма {\displaystyle \textstyle S(x)} исходной функции {\displaystyle \textstyle f(x)} или нет. Совокупность этих равенств выражает обобщение обычной задачи интерполирования функции по её значениям в последовательности точек.